# Valerie Tulloch
Valerie Tulloch (ur. 13 lipca 1972) – kanadyjska lekkoatletka, która specjalizowała się w rzucie oszczepem.
Srebrna medalistka mistrzostw panamerykańskich juniorów, które w 1991 odbyły się w Kingston na Jamajce. W 1993 roku wywalczyła brązowy medal uniwersjady. Dwa lata później została brązową medalistką igrzysk panamerykańskich w Mar del Plata. Rekordzistka Kanady w rzucie oszczepem (starym modelem): 60,58 (19 marca 1995, Mar del Plata).